# Basílica Nossa Senhora do Rosário (Caieiras)
A Basílica Nossa Senhora do Rosário é um templo católico localizado no município brasileiro de Caieiras, estado de São Paulo, na jurisdição da diocese de Bragança Paulista. Pertence ao conjunto de edifícios religiosos no qual se encontra o Seminário da Sociedade Clerical Virgo Flos Carmeli e a Casa de Formação dos Arautos do Evangelho, localizado no alto da Serra da Cantareira.
A Basílica, construída em arquitetura neogótica e com 60 metros de altura, tem paredes, vitrais e teto ricamente decorados com figuras religiosas e desenhos nas cores azul, vermelho e dourado. Sua edificação e ornamentação foram acompanhadas continuamente pelo fundador dos Arautos do Evangelho, Mons. João Scognamiglio Clá Dias, EP. A construção foi financiada por doações, em um terreno de 107 km² de uma hípica desativada, doado por seu antigo proprietário.
Junto à basílica, há um auditório e acomodações para receber seminaristas e membros do grupo vindos de vários países do mundo. As missas são realizadas diariamente, em vários horários. Aos domingos, as cerimônias são acompanhadas de canto gregoriano.
Seminaristas de diversas partes do mundo residem na Basílica, onde estudam filosofia, teologia e ciências da religião, além de diversos idiomas como italiano, inglês, espanhol, hebraico e grego. O seminário dura sete anos. Para tais estudos, os seminaristas contam com uma biblioteca com mais de 65 mil obras, a qual terá sua capacidade ampliada para 150 mil livros.

## Breve Histórico
A Basílica Nossa Senhora do Rosário, começou a ser construída em outubro de 2006, inspirada no estilo gótico das catedrais medievais como Notre-Dame e Saint Chapelle, ambas em Paris.
A solene dedicação foi celebrada em 24 de fevereiro de 2008, presidida pelo Cardeal Franc Rodé, CM, então Prefeito da Congregação para institutos de Vida Consagrada e Sociedades de Vida Apostólica.
Em 18 de outubro de 2009, foi elevada à categoria de Igreja matriz paroquial, atendendo aos fiéis da região. E em 21 de Abril de 2012, o Papa Bento XVI a elevou à categoria de Basílica Menor.